# Планинска каракара
Планинската каракара (Phalcoboenus megalopterus) е вид хищна птица от семейство Соколови. Има външна прилика с обецатата каракара.

## Разпространение
Разпространена е в Андите, на юг от Еквадор с неравномерна плътност. Среща се в характерни за Андите високопланински тревисто-храстови местообитания.